# کوی‌بیرشن
کوی‌بیرشن یا کی‌ویارش از کی‌اپیوه به وجود آمد. در بندهای ۱۳۲ فروردین‌یشت و ۷۱ زامیادیشت از آنان یاد شده‌است.